# Sandro Zerafa
Sandro Zerafa, né le 10 octobre 1975 à Pietà (Malte), est un guitariste de jazz maltais basé à Paris.
Après avoir étudié la guitare classique avec Charlotte Smith et la musique à l'Université de Malte, il s'établit à Lyon en 1998 et étudia au Conservatoire avec Mario Stantchev et Jean-Louis Almosnino. Diplômé du conservatoire avec médaille d'or en 2000, il déménagea à Paris, où il vit et travaille depuis.
À Paris, Sandro Zerafa a formé le trio de jazz The Jaywalkers, devenu plus tard quintet sous le nom de White Russian Quintet. Sa discographie compte quatre albums comme leader et de nombreuses collaborations.
En 2012, il est devenu directeur artistique du Festival de jazz de Malte.

## Discographie

### Comme leader
- More Light, JazzPeople, 2017
- The Bigger Picture, PJU records, 2013
- Urban Poetics, PJU records, 2010
- White Russian 5tet, 2008

### Autres groupes
- La Traversée, Chrystelle Alour, Jazz Family, 2019
- Paris Jazz Underground, Paris Jazz Underground Sextet, PJU, 2012
- Upbeats, Matthieu Marthouret Organ 4tet, Double Moon Records, 2012
- Arco-Iris, Fabio Accardi, Mordente Records, 2010
- Joana Francesca, Jiji, 2010
- Playground, Matthieu Marthouret Organ 4tet, MuStReCorDs, 2009
- Alien in your Head, Nico Gori European 4tet, Doublestroke Records, 2007